# Um coração pela paz
Um coração pela paz (em francês: Un coeur pour la paix) é uma associação francesa, que foi criada em 2005 pela doutora Muriel Haïm, para ajudar aos meninos palestinos que padecem doenças cardíacas e para aproximar aos israelitas e aos palestinos, com várias acções conjuntas em matéria de assistência sanitária e educação.
Um coração pela paz nasceu por um motivo: os meninos palestinos que sofrem malformaciones congénitas do coração, precisam ser operados, e não existe um serviço de cirurgia cardiovascular pediátrica nem em Cisjordânia nem na Faixa de Gaza. Um coração pela paz, criou-se para organizar e financiar um programa de prevenção e tratamento infantil.
Ainda que a paz entre ambos povos não se conseguiu ainda, estes meninos são a prova vivente da cooperação entre os médicos israelitas e seus colegas palestinos, em Jerusalém e em Cisjordânia. A cooperação surpreende aos visitantes, aos políticos e os jornalistas, que vêm a descobrir o programa, que tem lugar no Hospital Hadassah de Jerusalém Ein Kerem.
Um coração pela paz, opera gratuitamente aos meninos palestinos, que sofrem malformaciones graves do coração, com frequência mortais, no Hospital Hadassah de Jerusalém Ein Kerem, isto é possível, graças à cooperação de uma equipa de médicos israelitas e palestinos que trabalham juntos.